# P. D. Q. Bach
Pour les articles homonymes, voir Bach (homonymie).
P. D. Q. Bach est un musicien de fiction inventé par Peter Schickele, pour lequel ce dernier écrivit de la musique satirique et humoristique jouée dans le cadre de spectacles burlesques. C'est avant tout un hétéronyme de Peter Schickele.
Schickele prétend qu'il s'agit du vingt et unième fils de Johann Sebastian Bach (lequel historiquement a eu 20 enfants dont 4 compositeurs), que c'est un génie méconnu et injustement rejeté par son père. En fait, il le décrit comme un poivrot mégalomane, stupide et sans le sou.
Schickele lui inventa une date ainsi qu'un lieu de naissance et de mort (5 mai 1807 à Baden-Baden-Bade - † 31 mars 1742 à Leipzig), (né après sa mort, ce sont du moins ces dates et dans cet ordre et suivies d'un point d'interrogation qui figurent sur les pochettes des enregistrements édités par M. Schickele) d'où son nom P. D. Q. qui est une abréviation anglaise courante de "pretty damn quick" signifiant en français « à fond la caisse ». Son lieu de naissance est une cité purement imaginaire empruntée à Baden-Baden, réelle et célèbre ville du Grand-duché de Bade.
Un de ses chefs-d'œuvre consiste en l'assemblage en pot-pourri symphonique de tous les thèmes connus de musique classique (qui va de Haendel à Bernstein en insistant passablement sur le répertoire de Mozart et de Beethoven) mélangés à des airs populaires (tirés des opéras de Broadway, des chansons enfantines ou de standards de jazz) et à des bruitages (inspirées par l’œuvre de Spike Jones). Par exemple, Eine Kleine Nichtmusik (hommage à Mozart) ou Concerto for Horn and Handart ou Quodlibet for Small Orchestra.
Autre chef-d'œuvre, la Sinfonia Concertante, pièce symphonique alliant un luth et une cornemuse, créant des problèmes de balance sonore que « l'auteur - pourtant génial - n'a jamais su résoudre ».

## Œuvres principales
- Pervertimento pour Cornemuse, Bicyclette et Ballons
- The Stoned Guest, opéra d'un demi acte
- Concerto pour Piano contre Orchestre en Si♭ Majeur
- Cantate : Iphigénie à Brooklyn
- Oratorios : The Seasonings, Oedipus Tex
- Messe : Missa Hilarious
- Symphonie : Unbegun Symphony
- Eine kleine Nichtmusik